# Северо-Восточный регион (Болгария)
Северно-Восточный регион (болг. Североизточен район) — один из шести регионов Болгарии. Расположен на востоке северной части страны, включает в себя четыре области: Варненскую, Добричскую, Тырговиштскую и Шуменскую. Административный центр — город Варна.

## История
До 2006 года регион состоял из 6 областей, в его составе находились ещё Силистренская и Разградская области, и 49 общин, общая площадь составляла около 19 895,85 км². Согласно первоначальному заявлению министерства по региональному развитию от 2006 года в Северо-Восточном регионе должны были остаться Варненская, Добричская, Силистренская и Шуменская области, а Тырговиштская и Разградская войти в Северно-Центральный регион Болгарии, однако впоследствии принадлежность Силистренской и Тырговиштской областей пересмотрели. Сейчас площадь региона составляет 14 487,41 км² или около 13 % от территории всей страны. В составе 4-х областей Северо-Восточного региона 35 общин с 26 городами и 555 сёлами.